# Ludovico Paternò delle Sciare
Ludovico Paternò delle Sciare (Castellammare di Stabia, 11 settembre 1908 – Roma, 27 novembre 1982) è stato un militare e partigiano italiano.

## Biografia
Della famiglia siciliana dei Paternò, il marchese Ludovico Paternò, signore delle Sciare, era figlio di Giuseppe e di Aida Fusco Pace, dei Patrizi di Ravello e nipote del senatore Emanuele Paternò di Sessa. Nel 1933 sposò Carla Beatrice Solari. 
Fu un ufficiale di cavalleria nella seconda guerra mondiale.
Prese parte dopo l'8 settembre 1943, col grado di capitano, alla resistenza romana in una formazione autonoma collegata con il Fronte militare clandestino.
Arrestato nel 1944 e condannato a morte fu salvato dall'arrivo delle truppe alleate nella capitale. . Per questi eventi nel 1948 gli fu assegnata la medaglia d'argento al valor militare.
Fu nei mesi successivi in Sicilia, uno dei principali esponenti del Movimento monarchico siciliano. .